# Ченчениге-Агордино
Ченчениге-Агордино (итал. Cencenighe Agordino) — коммуна в Италии, располагается в провинции Беллуно области Венеция.
Население составляет 1484 человека (2008 г.), плотность населения составляет 82 чел./км². Занимает площадь 18 км². Почтовый индекс — 32020. Телефонный код — 0437.
Покровителем коммуны почитается святой Антоний Великий, празднование 17 января.

## Демография
Динамика населения:

## Администрация коммуны
- Официальный сайт: http://www.comune.cencenigheagordino.bl.it/

## Города-побратимы
- Масарандуба, Бразилия (2011)